# Mistrovství světa v ledním hokeji do 18 let 2022
24. Mistrovství světa v ledním hokeji do 18 let se konalo v německých městech Landshut a Kaufbeuren. Probíhalo od 23. dubna 2022 do 1. května 2022. 

## Hrací formát turnaje
Na rozdíl od jiných ročníků zde kvůli vyřazení ruských a běloruských hokejistů nastoupí pouze 8 týmů rozdělených do dvou skupin po 4. Všechny týmy postupují do čtvrtfinále.

## Základní skupiny

### Skupina A - Landshut
| Poř. | Tým     | Z | V | VP | PP | P | GV | GI | +/- | B |
| ---- | ------- | - | - | -- | -- | - | -- | -- | --- | - |
| 1.   | USA     | 3 | 3 | 0  | 0  | 0 | 24 | 7  | +17 | 9 |
| 2.   | Česko   | 3 | 1 | 1  | 0  | 1 | 12 | 13 | -1  | 5 |
| 3.   | Kanada  | 3 | 1 | 0  | 1  | 1 | 16 | 17 | -1  | 4 |
| 4.   | Německo | 3 | 0 | 0  | 0  | 3 | 7  | 22 | -15 | 0 |

| 23. duben 2022 15:30 | Česko | 4:2 (1:1, 3:1, 0:0) | Německo | Fanatec Arena, Landshut Návštěvnost: 2 910 |  |

| Report | |                         |                                                                                     |                                                                                  |
| Jan Špunar | Jan Špunar | Brankáři                | Simon Wolf                                                                          | Rozhodčí: Cedric Borga Niclas Lundsgaard Čároví: Sebastian Bedynek Eric Cattaneo |
| 19:25' Šimon Slavíček (Dominik Rymon) 31:01' Jiří Kulich (Matěj Prčík, Eduard Šalé) 36:45' Adam Bareš (Eduard Šalé, Dominik Petr) 39:30' Jiří Kulich (Eduard Šalé, Dominik Petr) | 19:25' Šimon Slavíček (Dominik Rymon) 31:01' Jiří Kulich (Matěj Prčík, Eduard Šalé) 36:45' Adam Bareš (Eduard Šalé, Dominik Petr) 39:30' Jiří Kulich (Eduard Šalé, Dominik Petr) | 0:1 1:1 1:2 2:2 3:2 4:2 | 06:42' Roman Kechter (Julian Lutz) 24:44' Luca Hauf (Moritz Elias, Philipp Krening) | Rozhodčí: Cedric Borga Niclas Lundsgaard Čároví: Sebastian Bedynek Eric Cattaneo |
| 4 min | 4 min | Tresty                  | 12 min                                                                              | Rozhodčí: Cedric Borga Niclas Lundsgaard Čároví: Sebastian Bedynek Eric Cattaneo |
| 62 | 62 | Střely                  | 15                                                                                  | Rozhodčí: Cedric Borga Niclas Lundsgaard Čároví: Sebastian Bedynek Eric Cattaneo |

| 23. duben 2022 19:30 | Kanada | 3:8 (0:2, 3:4, 0:2) | USA | Fanatec Arena, Landshut Návštěvnost: 2 512 |  |

| Report | |                                             | |                                                                                   |
| Reid Dyck | Reid Dyck | Brankáři                                    | Kenneth Augustine | Rozhodčí: Richard Magnusson Sakari Suominen Čároví: Onni Hautamaki Anders Nyqvist |
| 24:42' Matthew Wood (Connor Bedard) 25:55' Mathew Ward (bez asistence) 31:43' Connor Bedard (Nicholas Moldenhauer, Owen Pickering) | 24:42' Matthew Wood (Connor Bedard) 25:55' Mathew Ward (bez asistence) 31:43' Connor Bedard (Nicholas Moldenhauer, Owen Pickering) | 0:1 0:2 1:2 2:2 2:3 2:4 3:4 3:5 3:6 3:7 3:8 | 04:20' Isaac Howard (Lane Hutson) 18:52' Isaac Howard (Gavin Brindley, Frank Nazar) 29:21' Logan Cooley (Cutter Gauthier) 30:10' Cruz Lucius (Ryan Chesley, Charlie Stramel) 34:33' Ryan Chesley (Isaac Howard, Frank Nazar) 38:37' Isaac Howard (Frank Nazar, Hunter Brzustewicz) 49:15' Cole Spicer (Devin Kaplan, Ryan Chesley) 50:21' Isaac Howard (Logan Cooley, Seamus Powell) | Rozhodčí: Richard Magnusson Sakari Suominen Čároví: Onni Hautamaki Anders Nyqvist |
| 8 min | 8 min | Tresty                                      | 8 min | Rozhodčí: Richard Magnusson Sakari Suominen Čároví: Onni Hautamaki Anders Nyqvist |
| 30 | 30 | Střely                                      | 51 | Rozhodčí: Richard Magnusson Sakari Suominen Čároví: Onni Hautamaki Anders Nyqvist |

| 24. duben 2022 15:30 | USA | 6:2 (0:1, 4:0, 2:1) | Česko | Fanatec Arena, Landshut Návštěvnost: 1 012 |  |

| Report | |                                 |                                                                        |                                                                                  |
| Tyler Muszelik | Tyler Muszelik | Brankáři                        | Michael Schnattinger                                                   | Rozhodčí: Richard Magnusson Zsombor Palkovi Čároví: Eric Cattaneo Anders Nyqvist |
| 25:35' Isaac Howard (Seamus Casey, Tyler Muszelik) 28:26' Jimmy Snuggerud (Logan Cooley, Cutter Gauthier) 28:56' Ryan Leonard (Lane Hutson) 32:37' Rutger McGroarty (Devin Kaplan) 48:35' Logan Cooley (Cutter Gauthier) 53:29' Rutger McGroarty (Cruz Lucius, Charlie Stramel) | 25:35' Isaac Howard (Seamus Casey, Tyler Muszelik) 28:26' Jimmy Snuggerud (Logan Cooley, Cutter Gauthier) 28:56' Ryan Leonard (Lane Hutson) 32:37' Rutger McGroarty (Devin Kaplan) 48:35' Logan Cooley (Cutter Gauthier) 53:29' Rutger McGroarty (Cruz Lucius, Charlie Stramel) | 0:1 1:1 2:1 3:1 4:1 5:1 5:2 6:2 | 12:01' Jiří Kulich (trestné střílení) 52:35' Lukáš Plos (Tomáš Hamara) | Rozhodčí: Richard Magnusson Zsombor Palkovi Čároví: Eric Cattaneo Anders Nyqvist |
| 14 min | 14 min | Tresty                          | 8 min                                                                  | Rozhodčí: Richard Magnusson Zsombor Palkovi Čároví: Eric Cattaneo Anders Nyqvist |
| 39 | 39 | Střely                          | 37                                                                     | Rozhodčí: Richard Magnusson Zsombor Palkovi Čároví: Eric Cattaneo Anders Nyqvist |

| 24. duben 2022 19:30 | Německo | 3:8 (0:2, 2:2, 1:4) | Kanada | Fanatec Arena, Landshut Návštěvnost: 2 075 |  |

| Report | |                                             | |                                                                                      |
| Philipp Dietl | Philipp Dietl | Brankáři                                    | Nolan Lalonde | Rozhodčí: Niclas Lundsgaard Sakari Suominen Čároví: Sebastian Bedynek Davids Rozitis |
| 31:58' Julian Lutz (Veit Oswald, Rayan Bettahar) 34:28' Roman Kechter (Julian Lutz, Veit Oswald) 40:25' Julian Lutz (Veit Oswald, Rayan Bettahar) | 31:58' Julian Lutz (Veit Oswald, Rayan Bettahar) 34:28' Roman Kechter (Julian Lutz, Veit Oswald) 40:25' Julian Lutz (Veit Oswald, Rayan Bettahar) | 0:1 0:2 0:3 0:4 1:4 2:4 3:4 3:5 3:6 3:7 3:8 | 07:16' Grayden Sieepmann (Rieger Lorenz, Nolan Collins) 07:40' David Goyette (Rieger Lorenz, Grayden Siepmann) 24:36' Connor Bedard (Adam Fantilli, Spencer Sova) 25:22' Brayden Schuurman (David Goyette) 43:21' Connor Bedard (bez asistence) 44:34' Connor Bedard (bez asistence) 45:39' Matthew Wood (Josh Davies) 57:28' Kalem Parker (bez asistence) | Rozhodčí: Niclas Lundsgaard Sakari Suominen Čároví: Sebastian Bedynek Davids Rozitis |
| 39 min | 39 min | Tresty                                      | 31 min | Rozhodčí: Niclas Lundsgaard Sakari Suominen Čároví: Sebastian Bedynek Davids Rozitis |
| 36 | 36 | Střely                                      | 49 | Rozhodčí: Niclas Lundsgaard Sakari Suominen Čároví: Sebastian Bedynek Davids Rozitis |

| 26. duben 2022 15:30 | Kanada | 5:6 po prodl. (1:1, 2:3, 2:1 - 0:1)         | Česko | Fanatec Arena, Landshut Návštěvnost: 326                                        |  |
| Reid Dyck | Reid Dyck | Brankáři                                    | Jan Špunar | Rozhodčí: Zsombor Palkovi Sakari Suominen Čároví: Onni Hautamaki Davids Rozitis |  |
| 01:55' Nicholas Moldenhauer (Lukas Dragicevic, Adam Fantilli) 22:38' Adam Fantilli (bez asistence) 34:43' Lukas Dragicevic (David Goyette, Rieger Lorenz) 41:40' Grayden Siepmann (Josh Filmon) 49:06' Kocha Delic (Owen Pickering, Connor Hvidston) | 01:55' Nicholas Moldenhauer (Lukas Dragicevic, Adam Fantilli) 22:38' Adam Fantilli (bez asistence) 34:43' Lukas Dragicevic (David Goyette, Rieger Lorenz) 41:40' Grayden Siepmann (Josh Filmon) 49:06' Kocha Delic (Owen Pickering, Connor Hvidston) | 1:0 1:1 1:2 2:2 2:3 3:3 3:4 4:4 5:4 5:5 5:6 | 05:59' Adam Bareš (Tomáš Hamara, Eduard Šalé) 21:35' Jiří Kulich (Tomáš Hamara, Eduard Šalé 27:29' Adam Bareš (Matyáš Šapovaliv, Tomáš Hamara) 35:15' Jiří Kulich (Eduard Šalé, Matyáš Šapovaliv) 57:26' Eduard Šalé (Jiří Kulich) 61:50' Jiří Kulich (Tomáš Hamara) | Rozhodčí: Zsombor Palkovi Sakari Suominen Čároví: Onni Hautamaki Davids Rozitis |  |
| 16 min | 16 min | Tresty                                      | 6 min | Rozhodčí: Zsombor Palkovi Sakari Suominen Čároví: Onni Hautamaki Davids Rozitis |  |
| 24 | 24 | Střely                                      | 52 | Rozhodčí: Zsombor Palkovi Sakari Suominen Čároví: Onni Hautamaki Davids Rozitis |  |

| 26. duben 2022 19:30 | USA | 10:2 (3:0, 5:0, 2:2) | Německo | Fanatec Arena, Landshut Návštěvnost: 1 438 |  |

| Report | |                                                   |                                                                                           |                                                                               |
| Kenneth Augustine | Kenneth Augustine | Brankáři                                          | Simon Wolf, Philipp Dietl                                                                 | Rozhodčí: Cedric Borga Richard Magnusson Čároví: Eric Cattaneo Anders Nyqvist |
| 00:44' Rutger McGroarty (Cruz Lucius, Ryan Chesley) 05:55' William Smith (Jimmy Snuggerud) 13:17' Devin Kaplan (Seamus Powell, Ryan Leonard) 20:25' Rutger McGroarty (Lane Hutson, Cruz Lucius) 24:19' Cutter Gauthier (Seamus Casey, Logan Cooley) 28:37' Cole Spicer (Devin Kaplan) 33:25' Cole Spicer (Lane Hutson) 38:47' Charlie Stramel (Lane Hutson) 53:00' Seamus Casey (bez asistence) 55:57' William Smith (Frank Nazar, Brady Cleveland) | 00:44' Rutger McGroarty (Cruz Lucius, Ryan Chesley) 05:55' William Smith (Jimmy Snuggerud) 13:17' Devin Kaplan (Seamus Powell, Ryan Leonard) 20:25' Rutger McGroarty (Lane Hutson, Cruz Lucius) 24:19' Cutter Gauthier (Seamus Casey, Logan Cooley) 28:37' Cole Spicer (Devin Kaplan) 33:25' Cole Spicer (Lane Hutson) 38:47' Charlie Stramel (Lane Hutson) 53:00' Seamus Casey (bez asistence) 55:57' William Smith (Frank Nazar, Brady Cleveland) | 1:0 2:0 3:0 4:0 5:0 6:0 7:0 8:0 8:1 9:1 10:1 10:2 | 50:20' Daniel Assavolyuk (Edwin Tropmann, Philip Sinn) 56:34' Luca Hauf (Philipp Krening) | Rozhodčí: Cedric Borga Richard Magnusson Čároví: Eric Cattaneo Anders Nyqvist |
| 33 min | 33 min | Tresty                                            | 12 min                                                                                    | Rozhodčí: Cedric Borga Richard Magnusson Čároví: Eric Cattaneo Anders Nyqvist |
| 55 | 55 | Střely                                            | 22                                                                                        | Rozhodčí: Cedric Borga Richard Magnusson Čároví: Eric Cattaneo Anders Nyqvist |

### Skupina B - Kaufbeuren
| Poř. | Tým       | Z | V | VP | PP | P | GV | GI | +/- | B |
| ---- | --------- | - | - | -- | -- | - | -- | -- | --- | - |
| 1.   | Švédsko   | 3 | 2 | 0  | 0  | 1 | 12 | 8  | +4  | 6 |
| 2.   | Finsko    | 3 | 2 | 0  | 0  | 1 | 13 | 7  | +6  | 6 |
| 3.   | Švýcarsko | 3 | 1 | 0  | 0  | 2 | 8  | 15 | -7  | 3 |
| 4.   | Lotyšsko  | 3 | 1 | 0  | 0  | 2 | 7  | 10 | -3  | 3 |

| 23. duben 2022 14:30 | Finsko | 6:2 (1:1, 3:1, 2:0) | Švýcarsko | Erdgas Schwaben Arena, Kaufbeuren Návštěvnost: 692 |  |

| Report | |                                 |                                          |                                                                                |
| Niklas Kokko | Niklas Kokko | Brankáři                        | Loris Uberti                             | Rozhodčí: Marc Iwert Peter Schlittenhardt Čároví: Patrick Laguzov John Waleski |
| 00:16' Lassila (Kemell, Kulonummi) 23:52' Kemell (Kulonummi) 26:13' J. Nyman (Kiviharju, Halttunen) 30:58' Hämeenaho 58:32' Rönni 59:26' Uronen | 00:16' Lassila (Kemell, Kulonummi) 23:52' Kemell (Kulonummi) 26:13' J. Nyman (Kiviharju, Halttunen) 30:58' Hämeenaho 58:32' Rönni 59:26' Uronen | 1:0 1:1 2:1 3:1 4:1 4:2 5:2 6:2 | 17:15' G. Weber 37:00' Schild (Terraneo) | Rozhodčí: Marc Iwert Peter Schlittenhardt Čároví: Patrick Laguzov John Waleski |
| 33 min | 33 min | Tresty                          | 16 min                                   | Rozhodčí: Marc Iwert Peter Schlittenhardt Čároví: Patrick Laguzov John Waleski |
| 35 | 35 | Střely                          | 19                                       | Rozhodčí: Marc Iwert Peter Schlittenhardt Čároví: Patrick Laguzov John Waleski |

| 23. duben 2022 18:30 | Lotyšsko | 3:2 (1:0, 2:2, 0:0) | Švédsko | Erdgas Schwaben Arena, Kaufbeuren Návštěvnost: 854 |  |

| Report | |                     |                                                                                |                                                                                  |
| Deivs Rolovs                                                                                                   | Deivs Rolovs                                                                                                   | Brankáři            | Lukas Swedin                                                                   | Rozhodčí: Lukas Kohlmüeller Mike Langin Čároví: David Klouček Tarrington Wyonzek |
| 9:47' R. Darzinš (Vilmanis, Bulans) 27:24' Nazarenko (Kruklitis, Urbanovičs) 38:49' Mateiko (Bukarts, Rullers) | 9:47' R. Darzinš (Vilmanis, Bulans) 27:24' Nazarenko (Kruklitis, Urbanovičs) 38:49' Mateiko (Bukarts, Rullers) | 1:0 1:1 2:1 2:2 3:2 | 26:14' N. Östlund (Öhgren, Odelius) 33:55' Bystedt (M. Hävelid, Fabian Wagner) | Rozhodčí: Lukas Kohlmüeller Mike Langin Čároví: David Klouček Tarrington Wyonzek |
| 8 min | 8 min | Tresty              | 8 min                                                                          | Rozhodčí: Lukas Kohlmüeller Mike Langin Čároví: David Klouček Tarrington Wyonzek |
| 21 | 21 | Střely              | 25                                                                             | Rozhodčí: Lukas Kohlmüeller Mike Langin Čároví: David Klouček Tarrington Wyonzek |

| 24. duben 2022 14:30                                                                                              | Finsko | 4:1 (1:1,2:0,1:0)   | Lotyšsko        | Erdgas Schwaben Arena, Kaufbeuren Návštěvnost: 683                          |  |
| Leinonen | Leinonen | Brankáři            | Rolovs          | Rozhodčí: Mike Langin Jakub Šindel Čároví: David Klouček Tarrington Wyonzek |  |
| 11:56' Halttunen (J. Nyman) 23:41' Lassila (Kulonummi, Kiviharju) 25:33' Laakso (Vuorio) 44:33' Halttunen (Rönni) | 11:56' Halttunen (J. Nyman) 23:41' Lassila (Kulonummi, Kiviharju) 25:33' Laakso (Vuorio) 44:33' Halttunen (Rönni) | 1:0 1:1 2:1 3:1 4:1 | 18:19' Ločmelis | Rozhodčí: Mike Langin Jakub Šindel Čároví: David Klouček Tarrington Wyonzek |  |
| 4 min | 4 min | Tresty              | 6 min           | Rozhodčí: Mike Langin Jakub Šindel Čároví: David Klouček Tarrington Wyonzek |  |
| 35 | 35 | Střely              | 16              | Rozhodčí: Mike Langin Jakub Šindel Čároví: David Klouček Tarrington Wyonzek |  |

| 24. duben 2022 18:30 | Švédsko | 6:2 (0:0,1:2,5:0)               | Švýcarsko                                                        | Erdgas Schwaben Arena, Kaufbeuren Návštěvnost: 946                            |  |
| Swedin | Swedin | Brankáři                        | Beglieri                                                         | Rozhodčí: Marc Iwert Lukas Kohlmüeller Čároví: Patrick Laguzov Tobias Schwenk |  |
| 32:14' Leo Carlsson (Pettersson) 43:04' Lekkerimäki (M. Hävelid) 44:46' Leo Carlsson 46:34' N. Östlund (Öhgren, Odelius) 47:18' Fabian Wagner (Rudslätt) 51:13' Lekkerimäki (Almgren, Östlund) | 32:14' Leo Carlsson (Pettersson) 43:04' Lekkerimäki (M. Hävelid) 44:46' Leo Carlsson 46:34' N. Östlund (Öhgren, Odelius) 47:18' Fabian Wagner (Rudslätt) 51:13' Lekkerimäki (Almgren, Östlund) | 0:1 1:1 1:2 2:2 3:2 4:2 5:2 6:2 | 30:56' Guignard (G. Weber, Füllemann) 39:02' G. Weber (Fiebiger) | Rozhodčí: Marc Iwert Lukas Kohlmüeller Čároví: Patrick Laguzov Tobias Schwenk |  |
| 8 min | 8 min | Tresty                          | 10 min                                                           | Rozhodčí: Marc Iwert Lukas Kohlmüeller Čároví: Patrick Laguzov Tobias Schwenk |  |
| 40 | 40 | Střely                          | 27                                                               | Rozhodčí: Marc Iwert Lukas Kohlmüeller Čároví: Patrick Laguzov Tobias Schwenk |  |

| 26. duben 2022 14:30 | Švýcarsko | 4:3 (1:2, 2:1, 1:0) | Lotyšsko | Erdgas Schwaben Arena, Kaufbeuren Návštěvnost: 257 |  |

| Report | |                             | |                                                                               |
| Alession Beglieri | Alession Beglieri | Brankáři                    | Deivs Rolovs | Rozhodčí: Lukas Kohlmüeller Jakub Šindel Čároví: David Klouček Tobias Schwenk |
| 2:46' Simone Terraneo (Alessandro Lurati) 24:14' Noah Greuter (Ryan Mazzola) 27:39' Mattheo Reinhard (Maurice Pauli) 50:51' Cyril Pont (Kelian Fiebiger, Simone Terraneo) | 2:46' Simone Terraneo (Alessandro Lurati) 24:14' Noah Greuter (Ryan Mazzola) 27:39' Mattheo Reinhard (Maurice Pauli) 50:51' Cyril Pont (Kelian Fiebiger, Simone Terraneo) | 0:1 1:1 1:2 2:2 3:2 3:3 4:3 | 1:22' Eriks Mateiko (Martins Kruklitis, Otto Polakovs) 16:41' Emils Veckaktins (Rodzers Bukarts, Dario Mackevics) 39:50' Davids Livsics (Rodzers Bukarts, Viktors Kurbaka) | Rozhodčí: Lukas Kohlmüeller Jakub Šindel Čároví: David Klouček Tobias Schwenk |
| 6 min | 6 min | Tresty                      | 6 min | Rozhodčí: Lukas Kohlmüeller Jakub Šindel Čároví: David Klouček Tobias Schwenk |
| 26 | 26 | Střely                      | 23 | Rozhodčí: Lukas Kohlmüeller Jakub Šindel Čároví: David Klouček Tobias Schwenk |

| 26. duben 2022 18:30 | Švédsko | 4:3 (2:1, 2:1, 0:1) | Finsko | Erdgas Schwaben Arena, Kaufbeuren Návštěvnost: 684 |  |

| Report | |                             | |                                                                                    |
| Hugo Hävelid | Hugo Hävelid | Brankáři                    | Topias Leinonen | Rozhodčí: Mike Langin Peter Schlittenhardt Čároví: John Waleski Tarrington Wyonzek |
| 12:29' Mattias Havelid (Jonathan Lekkerimaki, Liam Ohgren) 17:46' Tim Almgren (Noah Ostlund, Jonathan Lekkerimaki) 28:05' Filip Bystedt (Isac Born, Oskar Pettersson) 31:13' Mattias Havelid (Elias Salomonsson) | 12:29' Mattias Havelid (Jonathan Lekkerimaki, Liam Ohgren) 17:46' Tim Almgren (Noah Ostlund, Jonathan Lekkerimaki) 28:05' Filip Bystedt (Isac Born, Oskar Pettersson) 31:13' Mattias Havelid (Elias Salomonsson) | 1:0 1:1 2:1 3:1 4:1 4:2 4:3 | 16:06' Topi Ronni (Kasper Halttunen, Kasper Kulonummi) 34:21' Lenni Hameenaho (Topi Ronni, Jani Nyman) 48:24' Tuomas Uronen (Lenni Hameenaho, Arttu Karki) | Rozhodčí: Mike Langin Peter Schlittenhardt Čároví: John Waleski Tarrington Wyonzek |
| 6 min | 6 min | Tresty                      | 8 min | Rozhodčí: Mike Langin Peter Schlittenhardt Čároví: John Waleski Tarrington Wyonzek |
| 31 | 31 | Střely                      | 27 | Rozhodčí: Mike Langin Peter Schlittenhardt Čároví: John Waleski Tarrington Wyonzek |

## Play off
|  | Čtvrtfinále 1 |               |               |  |      |              |              |              |  |               |               |               |   |
|  | B2            | Finsko        | 6             |  |      |              |              |              |  |               |               |               |   |
|  | A3            | Kanada        | 5 PP          |  |      | Semifinále 1 | Semifinále 1 | Semifinále 1 |  |               |               |               |   |
|  |               |               |               |  |      | ČTF1         | USA          | 6            |  |               |               |               |   |
|  | Čtvrtfinále 2 | Čtvrtfinále 2 | Čtvrtfinále 2 |  | ČTF3 | Česko        | 1            |              |  |               |               |               |   |
|  | A2            | Česko         | 8             |  |      |              |              |              |  |               |               |               |   |
|  | B3            | Švýcarsko     | 0             |  |      |              |              |              |  | Finále        | Finále        | Finále        |   |
|  |               |               |               |  |      |              |              |              |  |               | VSF2          | USA           | 4 |
|  | Čtvrtfinále 3 | Čtvrtfinále 3 | Čtvrtfinále 3 |  |      |              |              |              |  |               | VSF1          | Švédsko       | 6 |
|  | B1            | Švédsko       | 7             |  |      |              |              |              |  |               |               |               |   |
|  | A4            | Německo       | 1             |  |      | Semifinále 2 | Semifinále 2 | Semifinále 2 |  | Zápas o bronz | Zápas o bronz | Zápas o bronz |   |
|  |               |               |               |  |      | ČTF2         | Švédsko      | 2            |  | PSF2          | Finsko        | 4             |   |
|  | Čtvrtfinále 4 | Čtvrtfinále 4 | Čtvrtfinále 4 |  | ČTF4 | Finsko       | 1            |              |  | PSF1          | Česko         | 1             |   |
|  | A1            | USA           | 13            |  |      |              |              |              |  |               |               |               |   |
|  | B4            | Lotyšsko      | 3             |  |      |              |              |              |  |               |               |               |   |

### Čtvrtfinále
| 28. duben 2022 14:30 | Finsko | 6:5 po prodl. (2:2, 1:2, 2:1 - 1:0) | Kanada | Erdgas Schwaben Arena, Kaufbeuren Návštěvnost: 918 |  |

| Report | |                                             | |                                                                                |
| Topias Leinonen | Topias Leinonen | Brankáři                                    | Reid Dyck | Rozhodčí: Marc Iwert Petter Schlittenhardt Čároví: Tobias Schwenk John Waleski |
| 09:06' Joakim Kemell (Aleksanteri Kaskimaki) 17:43' Joakim Kemell (Jere Lasilla, Kasper Kulonummi) 32:28' Tommi Mannisto (Aron Kiviharju) 55:43' Aleksanteri Kaskimaki (Jere Lasilla, Kasper Kulonummi) 58:17' Kasper Halltunen (Tuomas Uronen) 60:28' Joakim Kemell (bez asistence) | 09:06' Joakim Kemell (Aleksanteri Kaskimaki) 17:43' Joakim Kemell (Jere Lasilla, Kasper Kulonummi) 32:28' Tommi Mannisto (Aron Kiviharju) 55:43' Aleksanteri Kaskimaki (Jere Lasilla, Kasper Kulonummi) 58:17' Kasper Halltunen (Tuomas Uronen) 60:28' Joakim Kemell (bez asistence) | 0:1 1:1 1:2 2:2 2:3 2:4 3:4 3:5 4:5 5:5 6:5 | 03:51' Kocha Delic (Mathew Ward, Adam Fantilli) 13:34' Connor Hvidston (Spencer Sova, Lukas Dragicevic) 25:24' Brayden Schuurman (Nicholas Moldenhauer, Rieger Lorenz) 25:52' Connor Bedard (Adam Fantilli) 50:21' Connor Bedard (bez asistence) | Rozhodčí: Marc Iwert Petter Schlittenhardt Čároví: Tobias Schwenk John Waleski |
| 4 min | 4 min | Tresty                                      | 12 min | Rozhodčí: Marc Iwert Petter Schlittenhardt Čároví: Tobias Schwenk John Waleski |
| 35 | 35 | Střely                                      | 29 | Rozhodčí: Marc Iwert Petter Schlittenhardt Čároví: Tobias Schwenk John Waleski |

| 28. duben 2022 15:30 | Česko | 8:0 (4:0, 3:0, 1:0) | Švýcarsko | Fanatec Arena, Landshut Návštěvnost: 505 |  |

| Report | |                                 |                                |                                                                                   |
| Michael Schnattinger | Michael Schnattinger | Brankáři                        | Loris Uberti, Alessio Beglieri | Rozhodčí: Richard Magnusson Sakari Suominen Čároví: Onni Hautamaki Anders Nyqvist |
| 02:00' Marek Soukup (Lukáš Plos, Vojtěch Polák) 08:18' Matyáš Šapovaliv (Tomáš Hamara, Jiří Kulich) 10:20' Ondřej Becher (Adam Bareš, Tomáš Hamara) 15:11' Šimon Slavíček (bez asistence) 21:32' Šimon Slavíček (Matyáš Melovský, Matěj Prčík) 24:53' Jiří Kulich (Tadeáš Tůma, Aleš Čech) 34:39' Marek Soukup (Vojtěch Polák) 45:41' Jiří Kulich (Adam Bareš, Matyáš Šapovaliv) | 02:00' Marek Soukup (Lukáš Plos, Vojtěch Polák) 08:18' Matyáš Šapovaliv (Tomáš Hamara, Jiří Kulich) 10:20' Ondřej Becher (Adam Bareš, Tomáš Hamara) 15:11' Šimon Slavíček (bez asistence) 21:32' Šimon Slavíček (Matyáš Melovský, Matěj Prčík) 24:53' Jiří Kulich (Tadeáš Tůma, Aleš Čech) 34:39' Marek Soukup (Vojtěch Polák) 45:41' Jiří Kulich (Adam Bareš, Matyáš Šapovaliv) | 1:0 2:0 3:0 4:0 5:0 6:0 7:0 8:0 |                                | Rozhodčí: Richard Magnusson Sakari Suominen Čároví: Onni Hautamaki Anders Nyqvist |
| 10 min | 10 min | Tresty                          | 10 min                         | Rozhodčí: Richard Magnusson Sakari Suominen Čároví: Onni Hautamaki Anders Nyqvist |
| 36 | 36 | Střely                          | 8                              | Rozhodčí: Richard Magnusson Sakari Suominen Čároví: Onni Hautamaki Anders Nyqvist |

| 28. duben 2022 18:30 | Švédsko | 7:1 (3:0, 1:1, 3:0) | Německo | Erdgas Schwaben Arena, Kaufbeuren Návštěvnost: 1 703 |  |

| Report | |                                 |                                    |                                                                             |
| Hugo Hävelid | Hugo Hävelid | Brankáři                        | Simon Wolf                         | Rozhodčí: Zsombor Palkovi Jakub Šindel Čároví: David Klouček Davids Rozitis |
| 02:23' Mattias Havelid (Jonathan Lekkerimaki, Filip Bystedt) 07:29' Isac Born (Calle Odelius) 19:31' Tim Almgren (Jonathan Lekkerimaki, Noah Ostlund) 33:58' Liam Ohgren (Jonathan Lekkerimaki, Noah Ostlund) 55:12' Mattias Havelid (Jonathan Lekkerimaki, Noah Ostlund) 55:54' Otto Stenberg (Dennis Good Bogg, Mattias Havelid) 57:28' Jonathan Lekkerimaki (Noah Ostlund, Mattias Havelid) | 02:23' Mattias Havelid (Jonathan Lekkerimaki, Filip Bystedt) 07:29' Isac Born (Calle Odelius) 19:31' Tim Almgren (Jonathan Lekkerimaki, Noah Ostlund) 33:58' Liam Ohgren (Jonathan Lekkerimaki, Noah Ostlund) 55:12' Mattias Havelid (Jonathan Lekkerimaki, Noah Ostlund) 55:54' Otto Stenberg (Dennis Good Bogg, Mattias Havelid) 57:28' Jonathan Lekkerimaki (Noah Ostlund, Mattias Havelid) | 1:0 2:0 3:0 4:0 4:1 5:1 6:1 7:1 | 35:58' Luca Hauf (Philipp Krening) | Rozhodčí: Zsombor Palkovi Jakub Šindel Čároví: David Klouček Davids Rozitis |
| 33 min | 33 min | Tresty                          | 18 min                             | Rozhodčí: Zsombor Palkovi Jakub Šindel Čároví: David Klouček Davids Rozitis |
| 46 | 46 | Střely                          | 29                                 | Rozhodčí: Zsombor Palkovi Jakub Šindel Čároví: David Klouček Davids Rozitis |

| 28. duben 2022 19:30 | USA | 13:3 (6:1, 3:0, 4:2) | Lotyšsko | Fanatec Arena, Landshut Návštěvnost: 504 |  |

| Report | |                                                                       | |                                                                                   |
| Tyler Muszelik | Tyler Muszelik | Brankáři                                                              | Deivs Rolovs, Linards Feldbergs | Rozhodčí: Lukas Kohlmüeller Mike Langin Čároví: Patrik Laguzov Tarrington Wyonzek |
| 04:05' Rutger McGroarty (Lane Hutson, Charles Leddy) 05:29' Seamus Casey (Gavin Brindley, Frank Nazar) 07:40' Rutger McGroarty (Lane Hutson) 12:24' Charlie Stramel (Cruz Lucius, Rutger McGroarty) 12:52' Logan Cooley (Cutter Gauthier, Jimmy Suggerud) 15:33' Ryan Leonard (bez asistence) 24:40' Cutter Gauthier (Jimmy Suggerud, Charles Leddy) 34:44' Ryan Leonard (Devin Kaplan) 39:36' Frank Nazar (Tyler Duke, Seamus Casey) 47:14' Gavin Brindley (Isaac Howard, Frank Nazar) 47:38' Ryan Leonard (William Smith) 55:36' Seamus Casey (William Smith, Cole Spicer) 57:32' Ryan Chesley (Logan Cooley, Cutter Gauthier) | 04:05' Rutger McGroarty (Lane Hutson, Charles Leddy) 05:29' Seamus Casey (Gavin Brindley, Frank Nazar) 07:40' Rutger McGroarty (Lane Hutson) 12:24' Charlie Stramel (Cruz Lucius, Rutger McGroarty) 12:52' Logan Cooley (Cutter Gauthier, Jimmy Suggerud) 15:33' Ryan Leonard (bez asistence) 24:40' Cutter Gauthier (Jimmy Suggerud, Charles Leddy) 34:44' Ryan Leonard (Devin Kaplan) 39:36' Frank Nazar (Tyler Duke, Seamus Casey) 47:14' Gavin Brindley (Isaac Howard, Frank Nazar) 47:38' Ryan Leonard (William Smith) 55:36' Seamus Casey (William Smith, Cole Spicer) 57:32' Ryan Chesley (Logan Cooley, Cutter Gauthier) | 1:0 2:0 3:0 4:0 5:0 5:1 6:1 7:1 8:1 9:1 10:1 11:1 11:2 12:2 13:2 13:3 | 13:32' Sandis Vilmanis (bez asistence) 52:31' Emils Veckaktins (Dans Locmelis, Sandis Vilmanis) 59:45' Martins Kruklitis (Dans Locmelis, Emils Veckaktins) | Rozhodčí: Lukas Kohlmüeller Mike Langin Čároví: Patrik Laguzov Tarrington Wyonzek |
| 6 min | 6 min | Tresty                                                                | 2 min | Rozhodčí: Lukas Kohlmüeller Mike Langin Čároví: Patrik Laguzov Tarrington Wyonzek |
| 64 | 64 | Střely                                                                | 18 | Rozhodčí: Lukas Kohlmüeller Mike Langin Čároví: Patrik Laguzov Tarrington Wyonzek |

### Semifinále
| 30. duben 2022 14:30 | USA | 6:1 (0:1, 5:0, 1:0) | Česko | Fanatec Arena, Landshut Návštěvnost: 1 389 |  |

| Report | |                             |                                                |                                                                              |
| Kenneth Augustine | Kenneth Augustine | Brankáři                    | Michael Schnattinger                           | Rozhodčí: Marc Iwert Richard Magnusson Čároví: Onni Hautamaki Anders Nyqvist |
| 23:10' Cruz Lucius (bez asistence) 31:14' Cutter Gauthier (Logan Cooley) 33:17' Frank Nazar (Gavin Brindley, Isaac Howard) 36:45' Isaac Howard (Cole Spicer, Lane Hutson) 38:17' Jimmy Snuggerud (Logan Cooley, Hunter Brzustewicz) 48:01' Jimmy Snuggerud (Lane Hutson, Isaac Howard) | 23:10' Cruz Lucius (bez asistence) 31:14' Cutter Gauthier (Logan Cooley) 33:17' Frank Nazar (Gavin Brindley, Isaac Howard) 36:45' Isaac Howard (Cole Spicer, Lane Hutson) 38:17' Jimmy Snuggerud (Logan Cooley, Hunter Brzustewicz) 48:01' Jimmy Snuggerud (Lane Hutson, Isaac Howard) | 0:1 1:1 2:1 3:1 4:1 5:1 6:1 | 15:54' Jiří Kulich (Tomáš Hamara, Eduard Šalé) | Rozhodčí: Marc Iwert Richard Magnusson Čároví: Onni Hautamaki Anders Nyqvist |
| 12 min | 12 min | Tresty                      | 8 min                                          | Rozhodčí: Marc Iwert Richard Magnusson Čároví: Onni Hautamaki Anders Nyqvist |
| 38 | 38 | Střely                      | 27                                             | Rozhodčí: Marc Iwert Richard Magnusson Čároví: Onni Hautamaki Anders Nyqvist |

| 30. duben 2022 18:30 | Švédsko | 2:1 (0:0,1:0,1:1) | Finsko | Fanatec Arena, Landshut Návštěvnost: 1 430 |  |

| Report                                                                                          |                                                                                                 |             |                                                   |                                                                                       |
| Hugo Havelid                                                                                    | Hugo Havelid                                                                                    | Brankáři    | Topias Leinonen                                   | Rozhodčí: Peter Schlittenhardt Jakub Šindel Čároví: Davids Rozitis Tarrington Wyonzek |
| 23:18' Otto Stenberg (Oskar Pettersson) 59:28' Jonathan Lekkerimaki (Noah Ostlund, Liam Ohgren) | 23:18' Otto Stenberg (Oskar Pettersson) 59:28' Jonathan Lekkerimaki (Noah Ostlund, Liam Ohgren) | 1:0 1:1 2:1 | 55:34' Jani Nyman (Elmeri Laakso, Aron Kiviharju) | Rozhodčí: Peter Schlittenhardt Jakub Šindel Čároví: Davids Rozitis Tarrington Wyonzek |
| 6 min                                                                                           | 6 min                                                                                           | Tresty      | 8 min                                             | Rozhodčí: Peter Schlittenhardt Jakub Šindel Čároví: Davids Rozitis Tarrington Wyonzek |
| 23                                                                                              | 23                                                                                              | Střely      | 42                                                | Rozhodčí: Peter Schlittenhardt Jakub Šindel Čároví: Davids Rozitis Tarrington Wyonzek |

### O 3. místo
| 1. květen 2022 14:30 | Finsko | 4:1 (1:1, 1:0, 2:0) | Česko | Fanatec Arena, Landshut Návštěvnost: 1 649 |  |

| Report | |                     |                                                    |                                                                                         |
| Topias Leinonen | Topias Leinonen | Brankáři            | Michael Schnattinger                               | Rozhodčí: Richard Magnusson Peter Schlittenhardt Čároví: Patrick Laguzov Anders Nyqvist |
| 09:05' Joakim Kemell (Aron Kiviharju, Jere Lassila) 33:24' Joakim Kemell (Aleksanteri Kaskimaki, Jere Lassila) 54:58' Jere Lassila (Joakim Kemell) 59:11' Jere Lassila (Elmeri Laakso) | 09:05' Joakim Kemell (Aron Kiviharju, Jere Lassila) 33:24' Joakim Kemell (Aleksanteri Kaskimaki, Jere Lassila) 54:58' Jere Lassila (Joakim Kemell) 59:11' Jere Lassila (Elmeri Laakso) | 0:1 1:1 2:1 3:1 4:1 | 05:27' Ondřej Becher (Adam Bareš, František Němec) | Rozhodčí: Richard Magnusson Peter Schlittenhardt Čároví: Patrick Laguzov Anders Nyqvist |
| 2 min | 2 min | Tresty              | 4 min                                              | Rozhodčí: Richard Magnusson Peter Schlittenhardt Čároví: Patrick Laguzov Anders Nyqvist |
| 34 | 34 | Střely              | 27                                                 | Rozhodčí: Richard Magnusson Peter Schlittenhardt Čároví: Patrick Laguzov Anders Nyqvist |

### Finále
| 1. květen 2022 18:30 | USA | 4:6 (2:2, 1:2, 1:2) | Švédsko | Fanatec Arena, Landshut Návštěvnost: 2 560 |  |

| Report |

## Divize I

### Skupina A
Hráno na Slovensku (Piešťany), od 11. do 17. dubna 2022.
| Poř. | Tým        | Z | V | VP | PP | P | GV | GI | +/- | B  |                         |
| ---- | ---------- | - | - | -- | -- | - | -- | -- | --- | -- | ----------------------- |
| 1.   | Slovensko  | 5 | 5 | 0  | 0  | 0 | 27 | 11 | +16 | 15 | Postup do elitní divize |
| 2.   | Norsko     | 5 | 4 | 0  | 0  | 1 | 26 | 12 | +14 | 12 | Postup do elitní divize |
| 3.   | Francie    | 5 | 3 | 0  | 0  | 2 | 16 | 17 | -1  | 9  |                         |
| 4.   | Kazachstán | 5 | 2 | 0  | 0  | 3 | 15 | 23 | -8  | 6  |                         |
| 5.   | Dánsko     | 5 | 1 | 0  | 0  | 4 | 14 | 16 | -2  | 3  |                         |
| 6.   | Japonsko   | 5 | 0 | 0  | 0  | 5 | 8  | 27 | -19 | 0  |                         |

### Skupina B
Hráno v Itálii (Asiago), od 25. dubna do 1. května 2022.
| Poř. | Tým       | Z | V | VP | PP | P | GV | GI | +/- | B  |                      |
| ---- | --------- | - | - | -- | -- | - | -- | -- | --- | -- | -------------------- |
| 1.   | Maďarsko  | 5 | 5 | 0  | 0  | 0 | 19 | 3  | +16 | 15 | Postup do divize I A |
| 2.   | Ukrajina  | 5 | 4 | 0  | 0  | 1 | 30 | 11 | +19 | 12 | Postup do divize I A |
| 3.   | Itálie    | 5 | 3 | 0  | 0  | 2 | 15 | 18 | -3  | 9  |                      |
| 4.   | Slovinsko | 5 | 2 | 0  | 0  | 3 | 12 | 12 | 0   | 6  |                      |
| 5.   | Rakousko  | 5 | 1 | 0  | 0  | 4 | 11 | 24 | -13 | 3  |                      |
| 6.   | Polsko    | 5 | 0 | 0  | 0  | 5 | 11 | 30 | -19 | 0  |                      |

## Divize II

### Skupina A
Hráno v Estonsku (Tallinn), od 3. do 9. dubna 2022.
| Poř. | Tým            | Z | V | VP | PP | P | GV | GI | +/- | B  |                      |
| ---- | -------------- | - | - | -- | -- | - | -- | -- | --- | -- | -------------------- |
| 1.   | Jižní Korea    | 5 | 4 | 0  | 0  | 1 | 33 | 9  | +24 | 12 | Postup do divize I B |
| 2.   | Estonsko       | 5 | 4 | 0  | 0  | 1 | 24 | 7  | +17 | 12 | Postup do divize I B |
| 3.   | Velká Británie | 5 | 3 | 1  | 0  | 1 | 20 | 9  | +11 | 11 |                      |
| 4.   | Litva          | 5 | 2 | 0  | 0  | 3 | 16 | 21 | -5  | 6  |                      |
| 5.   | Rumunsko       | 5 | 1 | 0  | 1  | 3 | 6  | 21 | -15 | 4  |                      |
| 6.   | Srbsko         | 5 | 0 | 0  | 0  | 5 | 7  | 39 | -32 | 0  |                      |

### Skupina B
Hráno v Bulharsku (Sofie), od 21. do 24. března 2022.
| Poř. | Tým        | Z | V | VP | PP | P | GV | GI | +/- | B |                       |
| ---- | ---------- | - | - | -- | -- | - | -- | -- | --- | - | --------------------- |
| 1.   | Chorvatsko | 3 | 3 | 0  | 0  | 0 | 18 | 2  | +16 | 9 | Postup do divize II A |
| 2.   | Španělsko  | 3 | 2 | 0  | 0  | 1 | 9  | 7  | +2  | 6 | Postup do divize II A |
| 3.   | Nizozemsko | 3 | 1 | 0  | 0  | 2 | 10 | 12 | -2  | 3 |                       |
| 4.   | Bulharsko  | 3 | 0 | 0  | 0  | 3 | 3  | 19 | -16 | 0 |                       |
| -    | Čína       | 0 | 0 | 0  | 0  | 0 | 0  | 0  | 0   | 0 |                       |
| -    | Austrálie  | 0 | 0 | 0  | 0  | 0 | 0  | 0  | 0   | 0 |                       |

Čína odhlásila svůj tým kvůli pandemii covidu-19.
Austrálie odhlásila svůj tým 22. ledna 2022 kvůli pandemii covidu-19. 

## Divize III

### Skupina A
Hráno v Turecku (Istanbul), od 11. do 17. dubna 2022.
| Poř. | Tým       | Z | V | VP | PP | P | GV | GI | +/- | B  |                       |
| ---- | --------- | - | - | -- | -- | - | -- | -- | --- | -- | --------------------- |
| 1.   | Tchaj-wan | 5 | 4 | 0  | 0  | 1 | 24 | 11 | +13 | 12 | Postup do divize II B |
| 2.   | Belgie    | 5 | 4 | 0  | 0  | 1 | 23 | 8  | +15 | 12 | Postup do divize II B |
| 3.   | Island    | 5 | 4 | 0  | 0  | 1 | 18 | 12 | +6  | 12 |                       |
| 4.   | Izrael    | 5 | 2 | 0  | 0  | 3 | 15 | 19 | -4  | 6  |                       |
| 5.   | Mexiko    | 5 | 0 | 1  | 0  | 4 | 8  | 22 | -14 | 2  |                       |
| 6.   | Turecko   | 5 | 0 | 0  | 1  | 4 | 8  | 24 | -16 | 1  |                       |

### Skupina B
Hráno v Bosně a Hercegovině (Sarajevo), od 17. do 22. dubna 2022.
| Poř. | Tým                 | Z | V | VP | PP | P | GV | GI | +/- | B  |                        |
| ---- | ------------------- | - | - | -- | -- | - | -- | -- | --- | -- | ---------------------- |
| 1.   | Bosna a Hercegovina | 4 | 4 | 0  | 0  | 0 | 37 | 15 | +22 | 12 | Postup do divize III A |
| 2.   | Lucembursko         | 4 | 1 | 0  | 0  | 3 | 20 | 36 | -16 | 3  | Postup do divize III A |
| 3.   | JAR                 | 4 | 1 | 0  | 0  | 3 | 21 | 27 | -6  | 3  |                        |
| -    | Nový Zéland         | 0 | 0 | 0  | 0  | 0 | 0  | 0  | 0   | 0  |                        |
| -    | Hongkong            | 0 | 0 | 0  | 0  | 0 | 0  | 0  | 0   | 0  |                        |

Nový Zéland odhlásil svůj tým kvůli pandemii covidu-19.
Hong Kong odhlásil svůj tým kvůli pandemii covidu-19.